# Музей Кагавы
Музей Кагавы (яп. 香川県立ミュージアム Кагава-кэн ри цумю: дзиаму, Музей префектуры Кагава) — музей, посвященный природе, культуре и истории префектуры Кагава. Расположен в городе Такамацу.
Предшественником нынешнего музея Кагавы был Музей истории Кагавы, открытый в 1999 году. Нынешний музей был образован в 2008 году путем объединения Музея Истории Кагавы с Залом культуры префектуры Кагава и Музеем народной истории Внутреннего Японского моря. Теперь Зал культуры и Музей народной истории функционируют, как филиалы.

## Коллекции

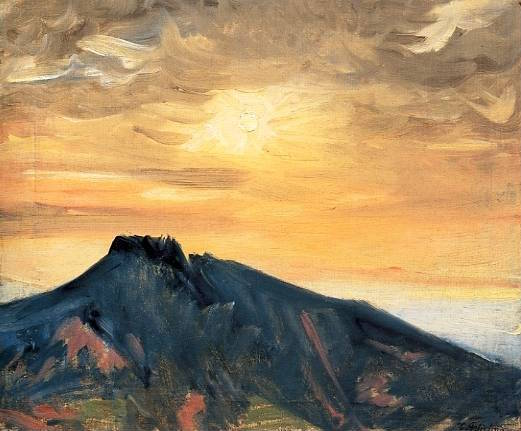
"Восход солнца над горой Гокен", картина художника Фудзисимы Такедзи (藤島 武二) из коллекции музея Кагавы

В музее можно увидеть коллекции, посвященные истории города Такамацу, экспозиции религиозного искусства (в особенности связанного с Кукаем) и другие художественные коллекции. Здесь также размещена реконструкция школьного класса, созданная «по мотивам» фильма «Двенадцать пар глаз», снимавшегося на острове Сёдосима во Внутреннем Японском море и реконструкция послевоенного японского дома.
Филиалы:
- Зал культуры префектуры Кагава — экспозиция традиционных лаковых изделий (уруси)[4]
- Музей народной истории Внутреннего Японского моря — история и этнография региона Внутреннего Японского моря[5]